# CatalunyaCaixa
|  | No s'ha de confondre amb Caixa Catalunya o Caixa d'Estalvis de Catalunya, Tarragona i Manresa. |

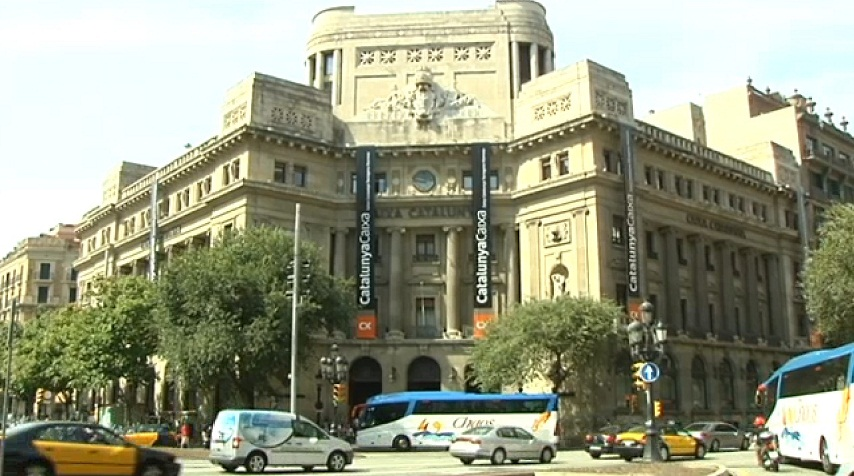
Seu de CatalunyaCaixa, i seu històrica de Caixa Catalunya.

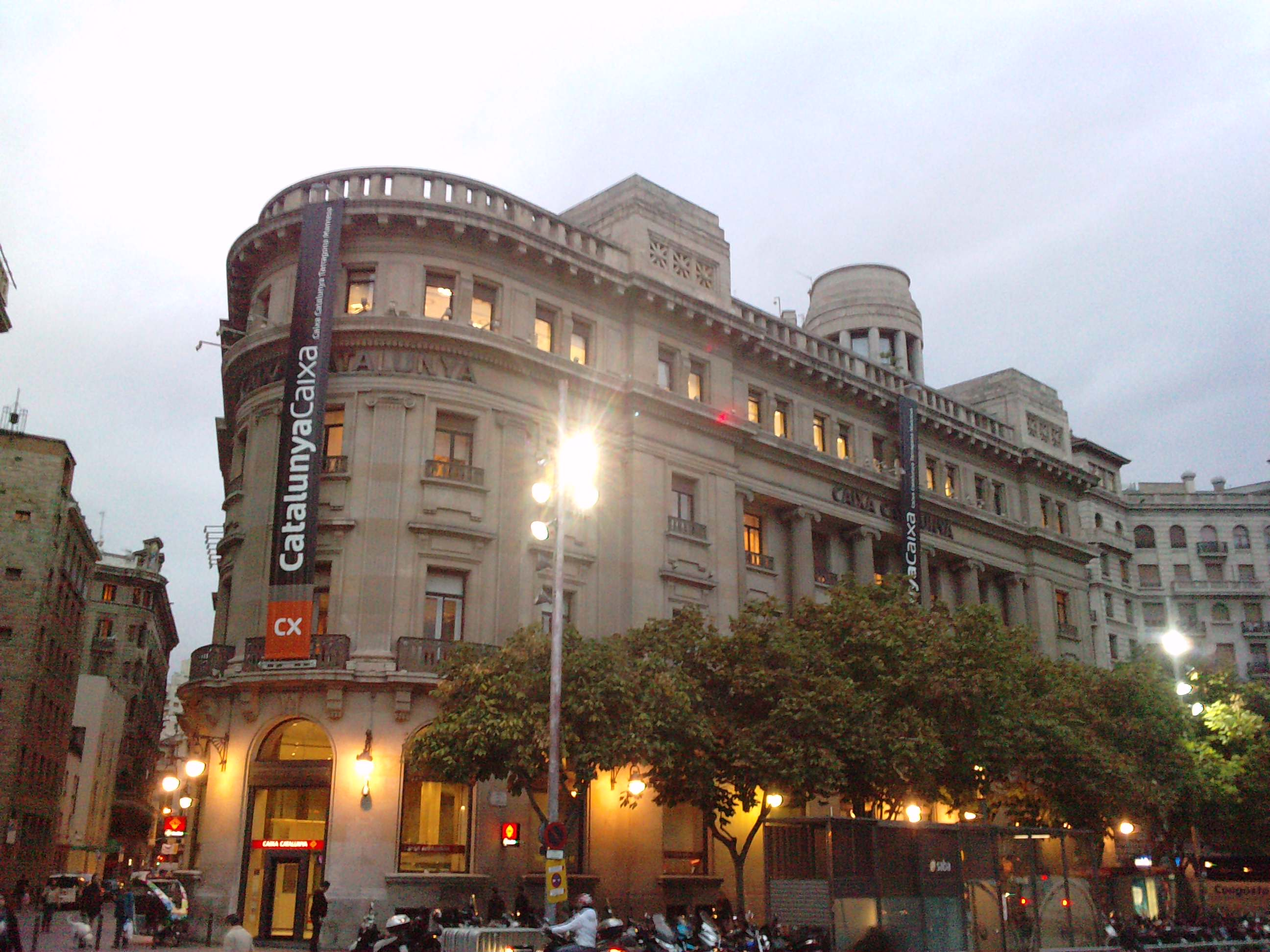
Vista posterior de l'edifici.

CatalunyaCaixa era el nom comercial de l'entitat bancària Catalunya Banc. Catalunya Banc fou creada com a societat anònima per tal de canalitzar les activitats financeres de la Caixa d'Estalvis de Catalunya, Tarragona i Manresa. L'any 2012 el banc fou nacionalitzat i el 2014 comprat pel Banco Bilbao Vizcaya Argentaria.
El 31 de març de 2016, els consells d'administració de BBVA i de Catalunya Banc acordaren iniciar el procés per fusionar-se, de manera que el banc català s'integraria dins de BBVA. L'1 de setembre de 2016, es va formalitzar l'absorció.
BBVA manté la marca "BBVA CX" a Catalunya per aquelles oficines provinents de CatalunyaCaixa, les obres d'acció social i altres casos concrets.
Però finalment, el 24 d'abril de 2019, BBVA anuncià que unificaría la seva marca a tots els mercats als que operava. Això suposà la desaparició progressiva de la marca "CatalunyaCaixa" i el "CX" del logotip.

## Història

### Antecedents
El juny de l'any 2009, amb l'aprovació del fons de reestructuració bancària (FROB), es van fer contundents els rumors de possibles fusions entre algunes caixes catalanes. Es va donar llum verda a la fusió de Caixa Catalunya, Caixa Tarragona i Caixa Manresa el 13 d'octubre de 2009 sent així la segona gran integració de caixes catalanes.
L'1 de juliol de 2010 es va fer efectiva la fusió amb el nom social de Caixa d'Estalvis de Catalunya, Tarragona i Manresa, i el 15 de setembre de 2010 s'acordava la marca comercial de CatalunyaCaixa. Per tal de fer possible la recapitalització de l'entitat, el Banc d'Espanya va procedir a la seva nacionalització temporal.
El 4 de desembre de 2009, els consells d'administració de les tres entitats van aprovar per separat la fusió. El pla d'integració representava una retallada de 395 oficines i una reducció de la plantilla en 1.300 treballadors per la via de prejubilacions i baixes incentivades.

### Creació de Catalunya Banc
A mitjans de l'any 2011 la Caixa d'Estalvis de Catalunya, Tarragona i Manresa va crear Catalunya Banc per vehicular la seva activitat financera, segons el president "per la necessitat de reforçar el seu capital per complir amb les exigències previstes al pla de reforçament del sector financer". Tot i això a l'octubre del mateix any el Banc d'Espanya va nacionalitzar l'entitat, quedant-se amb el 90% de les accions, per un preu d'uns dotze mil milions d'euros.

### Subhasta de CatalunyaCaixa
El procés de subhasta de l'entitat, iniciat pel FROB, va tancar la seva primera fase amb la finalització del termini per a l'adquisició de la institució financera. La cartera d'hipoteques de l'entitat va ser adjudicat a Blackstone i per la resta de l'entitat s'hi van presentar diferents enfitats de Catalunya i de la resta de l'estat. Les tres ofertes finals més fermes van ser les de CaixaBank, BBVA i Banco de Santander. Finalment fou el BBVA qui va aconseguir adjudicar-se CatalunyaCaixa.
El 10 de juny de 2015 el BBVA va fer públiques les seves intencions d'acomiadar uns 2.000 treballadors de l'entitat.